# Epigomphus subquadrices
Epigomphus subquadrices – gatunek ważki z rodziny gadziogłówkowatych (Gomphidae). Występuje na terenie Ameryki Środkowej.